# Мещеряков, Валентин Иванович
Валенти́н Ива́нович Мещеряко́в (23 апреля 1920 — 22 января 1989) — советский военный деятель, генерал-полковник (01.11.1980), участник Великой Отечественной и Советско-японской войн. Начальник Военно-дипломатической академии Советской Армии (1978—1988).

## Биография
Родился 23 апреля 1920 года в деревне Липитино Коломенского уезда Московской губернии в крестьянской семье, русский.
Участник Великой Отечественной войны с декабря 1941 года на Юго-Западном, Сталинградском, Калининском, 1-м Прибалтийском и 1-м Дальневосточном фронтах. Занимал должности помощника командира 2-го танкового батальона по технической части 36-й танковой бригады, помощник начальника технической части той же бригады, старший помощник начальника отдела ремонта и эвакуации бронетанковых и механизированных войск 1-го Прибалтийского фронта. Принимал участие в советско-японской войне.
После окончания войны работал в военной разведке. В 1946 году вступил в ВКП(б). С 1957 года по 1959 год — помощник военного атташе при посольстве СССР в Великобритании.
С 1961 года — резидент ГРУ в Гаване. С 1965 года — военный атташе при посольстве СССР в США, советский представитель в Военно-штабном комитете ООН. В 1968 году занял должность 1-го заместителя начальника ГРУ СССР. С 1978 года по 1988 год — начальник Военно-дипломатической академии Советской Армии.

## Награды
- Ордена Отечественной войны I и II степеней
- Пять орденов Красной Звезды
- Орден «За службу Родине в Вооружённых Силах СССР» III степени
- Медали СССР, в том числе:
  - Медаль «За боевые заслуги»
  - Медаль «В ознаменование 100-летия со дня рождения Владимира Ильича Ленина»
  - Медаль «За победу над Германией в Великой Отечественной войне 1941-1945 гг.»
  - Медаль «За оборону Сталинграда»
- другие награды

## Сочинения
- Мещеряков В. Стратегическая дезинформация в достижении внезапности по опыту второй мировой войны. // Военно-исторический журнал. — 1985. — № 2. — С.74-80.